# Centro comercial Neos Centro
El Centro comercial Neos Centro es un centro comercial de Bogotá, localizado en el centro de la ciudad, concretamente en la zona de San Victorino en la Avenida Jiménez con Carrera Décima. 
El centro comercial es el más grande en tamaño del centro histórico de Bogotá con 382 locales y 21.000 metros cuadrados, inaugurado en 2018 bajo el nombre de Neos Moda, planteado como un nuevo hub del sector, siendo inaugurado por Paulina Vega.
En marzo de 2021 el centro comercial fue renombrado como Neos Centro y reconceptualizado como un centro comercial de tecnología.
En 2022, debido al cambio de nombre del centro comercial, la estación de TransMilenio aledaña fue renombrada como San Victorino.